# Тонев, Любен
Любен Никонов Тонев (30 марта 1908, Кюстендил
— 25 декабря 2001, София) — болгарский архитектор, профессор архитектуры, теоретик архитектуры, член-корреспондент Болгарской академии наук (1947), заслуженный архитектор Болгарии (1969). Почётный гражданин города Кюстендил.

## Биография
В 1929 году окончил Высшее специальное архитектурное училище (École Spéciale d'Architecture) в Париже.Продолжил изучать урбанистику в Сорбонне (1930). Несколько лет работал в дизайн-студиях в Алжире, позже обучался в Высшей школе железобетона и Институте городской санитарной техники в Париже.
В 1941 году за коммунистическую деятельность арестован и интернирован в концлагерь.
Автор планов застройки и реконструкции Софии (1945), Плевена (1946), Ловеча (1947), Бургаса (1947), Туниса (1962-1963) и др. городов и населённых пунктов. Разработанные под его руководством проекты явились первыми в Болгарии примерами комплексного решения градостроительных проблем. Заместитель министра коммунального хозяйства (1948).
Главный редактор журнала „Архитект“ и издания "Известия на Архитектно-инженерната камара".
Член Высшего и других градостроительных экспертных и «научных советов» Болгарии. Один из основателей Международного союза архитекторов  (1948) и в течение 10 лет председатель его постоянной комиссии по градостроительству. Почётный  член Союза архитекторов Болгарии, Союза советских архитекторов и Американского института архитектуры. Иностранный член Академии архитектуры Франции (с 1971 г.).

## Избранные публикации
- „Градоустройствен план на гр. Кюстендил" (1939)
- „Градът през вековете" (1947),
- „Площадът" (1949),
- „Озеленяване на населените места" (1952),
- „Кули и камбанарии в България до Освобождението" (1952),
- „Районното планиране" (1955),
- „Планиране на българското село" (1956),
- „Градоустройствени показатели и норми за големите градове в България" (1959),
- „Архитектурата в България 1944 – 1960" (1962),
- „По въпроса за националното и интернационалното в българската архитектура" (1965),
- „Кратка история на българската архитектура" (1965, в русском переводе 1969),
- „Композиция на съвременния град“ (1971, в русском переводе 1973),
- „Селищата в България до 2000 г.“ (1976),
- „Технико-икономически показатели за жилищните територии“ (1978),
- „Екология на селищата и селищните системи" (1982),
- „Градоустройството в Народна република България" (1984).

## Источник
- Тонев, Любен — статья из Большой советской энциклопедии.